# Crónica dos Bons Malandros (filme)
Crónica dos Bons Malandros é um filme baseado no livro de Mário Zambujal com o mesmo nome, é uma comédia realizada por Fernando Lopes que estreou em Outubro de 1984.
A guião gira em torno de um grupo de pequenos marginais, que é "contratado" por um italiano que os desafia a roubar obras de arte num museu Gulbenkian, em Lisboa. O filme acompanha os preparativos para o grande golpe, à medida que vamos ficando a conhecer os membros do grupo e os seus percursos até aí.
No dia do assalto as coisas não correm como previsto…

## Elenco
- Duarte Nuno - Silvino Bitoque
- João Perry - Renato
- Lia Gama - Marlene
- Maria do Céu Guerra - Adelaide Magrinha
- Nicolau Breyner - Pedro Justiceiro
- Zita Duarte - Lina Despachada
- António Assunção - Polícia
- Paulo de Carvalho - Arnaldo Figurante
- Virgílio Castelo - Carlos
- Pedro Bandeira-Freire - Doutor Flávio

## Música
- Paulo de Carvalho, Raul Ferrão, Joni Galvão, Rui Veloso

"O Malandro", tema cantado por Paulo de Carvalho, foi incluído no álbum "Cabra Cega" de 1981. Mais recentemente aparece no disco "O Melhor dos Anos 80: As Músicas dos Filmes" de 2008. Rui Veloso também participou na banda sonora mas a música nunca foi editada.

## Prémios
Troféus de Televisão TV 7 Dias/Impala
| Ano  | Categoria    | Resultado |
| 2021 | Melhor Série | Indicado  |